# Außerbetriebliche Berufsausbildung
Die außerbetriebliche Berufsausbildung (BaE) ist eine Maßnahme des Arbeitsförderungsrechts, die in § 76 SGB III geregelt ist.
Eine außerbetriebliche Berufsausbildung kommt für solche Jugendlichen in Frage, die auch mit ausbildungsbegleitenden Hilfen nicht in eine Berufsausbildung vermittelt werden können. Die Zielgruppe sind demnach unter anderem lernbehinderte Jugendliche sowie Jugendliche aus schwierigen sozialen Verhältnissen oder mit schwerwiegenden psychischen Beeinträchtigungen, ferner behinderte Jugendliche, die nicht so schwer behindert sind, dass sie einer Ausbildung in einem Berufsbildungswerk bedürfen. Ebenso besteht die Möglichkeit, eine abgebrochene betriebliche Ausbildung außerbetrieblich fortzusetzen; hier gibt es keine Zugangsvoraussetzungen.
Die Berufsausbildung wird in diesem Fall durch einen Maßnahmeträger durchgeführt, der entweder sowohl theoretische als auch praktische Phasen selber durchführt (integratives Modell) oder praktische Phasen in einem Betrieb durchführen lässt (kooperatives Modell). Die Kosten für die außerbetriebliche Ausbildung werden von der Arbeitsagentur erstattet. Der Maßnahmeträger hat ein angemessenes Ausbildungsentgelt zu zahlen, das von der Arbeitsagentur aufgestockt wird. Der Sozialversicherungsbeitrag wird allein vom Maßnahmeträger entrichtet. Kosten, die durch die Lohnfortzahlung bei Krankheit entstehen, werden dem Maßnahmeträger erstattet.